# Anochetus madaraszi
Anochetus madaraszi (лат.) — вид муравьёв рода Anochetus из подсемейства Ponerinae (Formicidae). Южная и Юго-Восточная Азия: Бангладеш, Индия, Шри-Ланка, Китай (Guangxi, Yunnan).

## Описание
Длина тела от 5,12 до 5,43 мм, длина головы (HL) от 1,35 до 1,39 мм, ширина головы (HW) от 1,22 до 1,27 мм. От близких видов отличается поперечными бороздками мезонотума и морщинистым пронотумом. Основная окраска буровато-чёрная, ноги и усики желтовато-коричневые. Мандибулы прямые, прикрепляются у середины переднего края головы, капкановидно открываются на 180 градусов, равны половине длины головы и несут 3 вершинных длинных зубца. Усики 12-члениковые у рабочих и самок и 13-члениковые у самцов. Нижнечелюстные щупики состоят из 4 сегментов. Стебелёк состоит из одного членика петиоля. Жало развито. 
Вид был впервые описан в 1897 году, а его видовой статус подтверждён в ходе ревизии, проведённой в 2019 году группой китайских мирмекологов (Zhilin Chen, Zhigang Yang, Shanyi Zhou).